# Flughafen Linz

i7
i11
i13

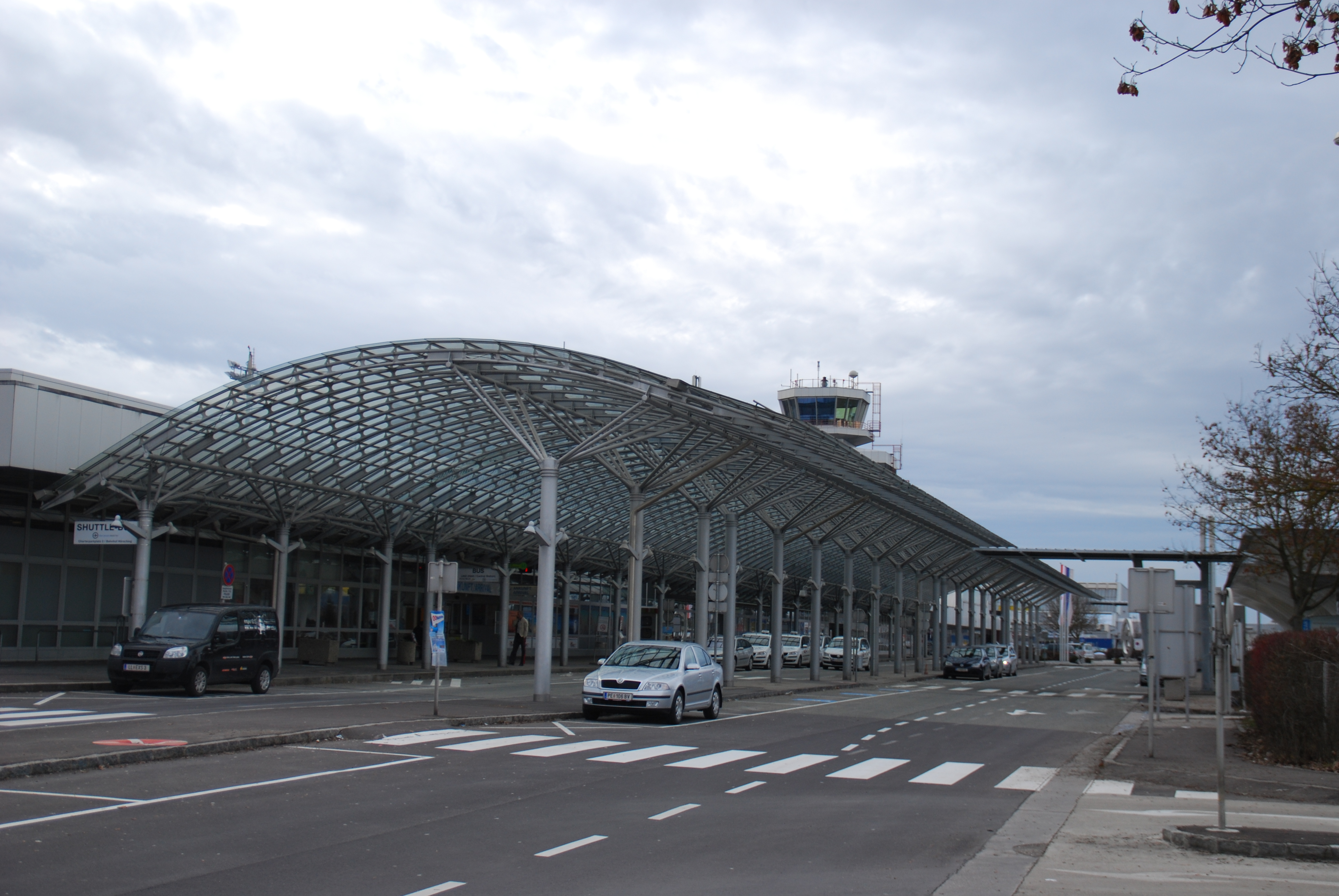
Terminal des Flughafens

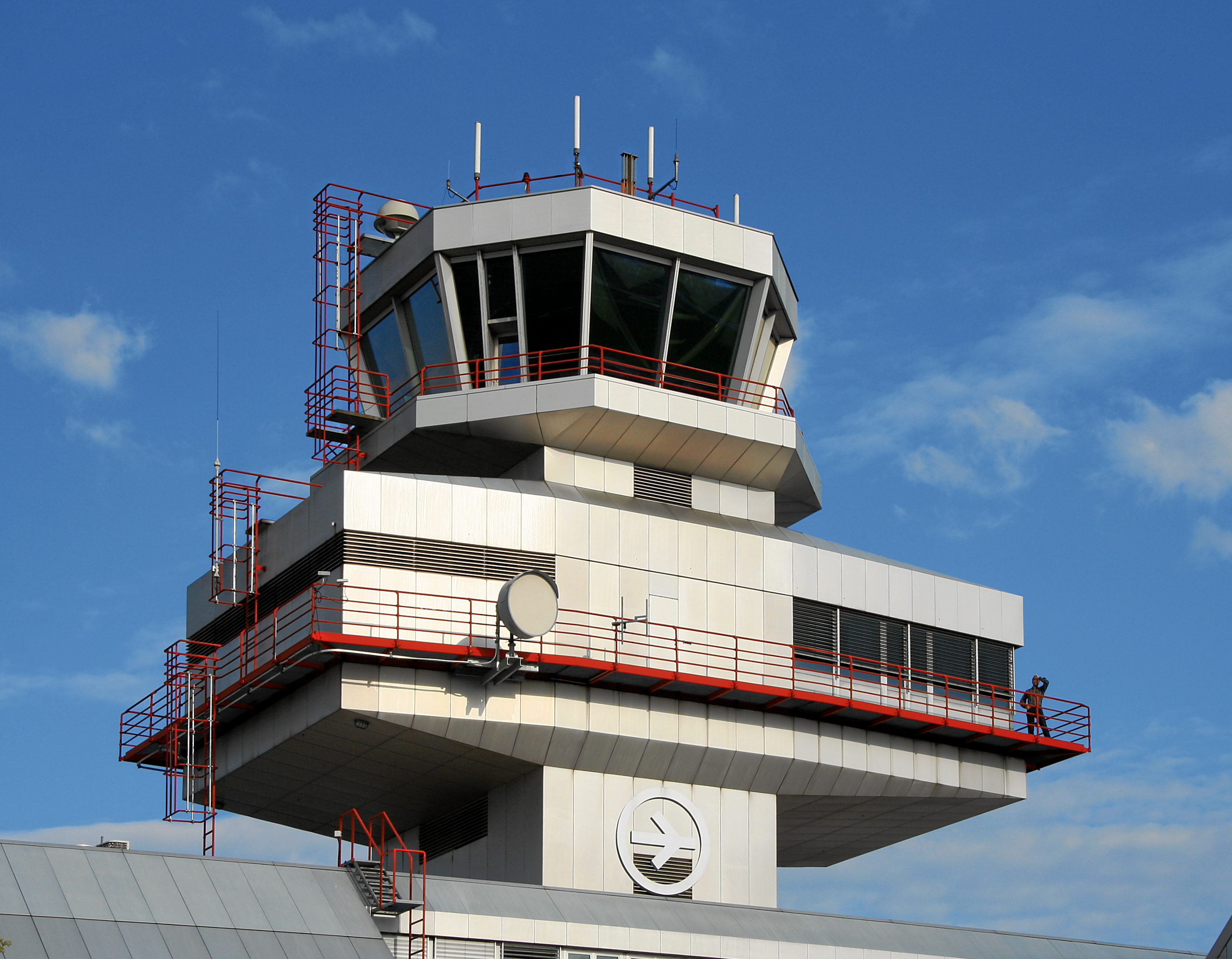
Flughafentower

Der Flughafen Linz (IATA-Code: LNZ, ICAO-Code: LOWL) wurde 1955 offiziell eröffnet, er bestand jedoch schon seit 1939 am Standort Hörsching. Der Flughafen benutzt auch die Eigenbezeichnung  Linz Airport.

## Geschichte
Erster Standort für den Luftverkehr war das Gelände am Südbahnhofmarkt im Linzer Zentrum, wo am 30. Oktober 1909 das Luftschiff Estaric I aufstieg. 1925 wurde der Flugverkehr zwischen Linz und Wien aufgenommen. Ab 1934 wurde der Flugverkehr im Stadtteil Linz-Katzenau (heutige Industriezeile) abgewickelt, jedoch nach 1938 durch die Errichtung der Chemie Linz durch die NSDAP aufgelöst. Es erfolgte die Übersiedelung auf das heutige Flughafengelände in Hörsching.
Die folgende Tabelle zeigt eine Auflistung ausgesuchter fliegender aktiver Einheiten (ohne Schul- und Ergänzungsverbände) der Luftwaffe der Wehrmacht die hier zwischen 1943 und 1945 stationiert waren.
| Von           | Bis           | Einheit                                      | Ausrüstung                                   |
| ------------- | ------------- | -------------------------------------------- | -------------------------------------------- |
| Oktober 1943  | Dezember 1943 | I./KG 51 (I. Gruppe des Kampfgeschwaders 51) | Messerschmitt Me 410A                        |
| November 1943 | März 1944     | III./KG 76                                   | Junkers Ju 88A-4, Junkers Ju 88C-6           |
| Oktober 1944  | April 1945    | II./KG(J) 27                                 | Heinkel He 111H-20, Messerschmitt Bf 109K-4  |
| April 1945    | April 1945    | II./KG 51                                    | Messerschmitt Me 262A                        |
| April 1945    | Mai 1945      | I./JG 52 (I. Gruppe des Jagdgeschwaders 52)  | Messerschmitt Bf 109G, Messerschmitt Bf 109K |

Seit 1956 findet regelmäßiger Passagierluftverkehr statt. Im selben Jahr wurden 7.500 Flüchtlinge, infolge des Ungarischer Volksaufstand, über den Flughafen als Passagiere in Drittstaaten geflogen. Ab 1972 wurde auf der Nordseite des Geländes ein eigenes Passagierterminal errichtet, welches 1976 in Betrieb ging. Seit 1985 ist die Piste des Linzer Flughafens mit einem Instrumentenlandesystem (ILS) der Kategorie III B ausgerüstet. Von 1998 bis 2003 erfolgte die Adaptierung und Vergrößerung des bestehenden Passagierterminals. Im Jahr 2005 wurde ein neues ILS auf der jetzigen Start- und Landebahn 08/26 in Betrieb genommen.
Die langjährig bedienten Umläufe nach Wien wurden 2015 gänzlich eingestellt und durch die Bahn ersetzt. Austrian Airlines hat aktuell keine einzige Verbindung nach Linz. Seit Mai 2006 bediente Niki in der Sommersaison sechsmal wöchentlich Palma de Mallorca sowie zahlreiche andere Urlaubsziele. Im Jänner 2016 übernahm Niki Lauda alle Gesellschaftsanteile des Bedarfsflugunternehmens Amira Air GmbH und taufte diese in Laudamotion um. Ab Juni 2018 flog Laudamotion unter anderem von Linz nach Mallorca. Diese Umläufe wurden 2019 wieder eingestellt.
Der Flughafen Linz erzielte im ersten Halbjahr 2018 eine deutliche Steigerung beim Passagieraufkommen. Im April 2014 nahm Etihad Regional eine Linienverbindung nach Zürich auf, stellte sie jedoch am 1. Februar 2015 wieder ein. Seit der Eröffnung der direkten Bahnverbindung von Linz zum Flughafen Wien-Schwechat am 14. Dezember 2014 wird den Passagieren eine weitere Ergänzung zum Flughafen Linz geboten.
Im Jahr 2020 betrug das Passagieraufkommen pandemiebedingt rund 51.300 somit ein Minus von 93 % gegenüber 2019
Bis 1989 konnte mehrmals der Überschalljet Concorde begrüßt werden. Seit Mitte der 90er wurden auch einige Frachtflüge mit dem Großraumtransporter Antonow An-124 Ruslan abgefertigt, 2003 erfolgte die Erstlandung des größten Frachtflugzeuges der Welt in Österreich, der Antonow An-225. Am 2. Juni 2010 erfolgte im Rahmen des Linientrainings die Landung des Airbus A380-800 „Frankfurt am Main“, des weltweit größten zivilen Verkehrsflugzeugs, von Lufthansa. Am 5. Oktober 2021 landete die Antonow An-225 mit dem Luftfahrzeugkennzeichen UR-82060 zum zweiten Mal am Linzer Flughafen. Sie brachte ca. 100 Tonnen Medizinisches Material, insbesondere PCR-Tests. In den folgenden Monaten konnte sie noch mehrmals in Linz begrüßt werden.
Seit 1978 ist Linz hinter Wien-Schwechat der zweitgrößte Frachtflughafen Österreichs, wobei der überwiegende Frachtanteil per LKW umgeschlagen wird. Nach Passagieraufkommen ist der Flughafen Linz nach Wien-Schwechat, Salzburg, Innsbruck und Graz der fünftgrößte der sechs Verkehrsflughäfen in Österreich. Aktuell gibt es 5 × wöchentlich eine Verbindung von/nach Leipzig durch DHL sowie 4 × wöchentlich Belgrad – Linz – Brüssel, ebenfalls durch DHL. Zusätzlich kommt Turkish Airlines je 1 × wöchentlich Istanbul – Algier – Linz – Istanbul. Diese Flüge werden mit Flugzeugen der Typen Airbus A310F, Airbus A330F sowie Boeing B777F bedient. Beide Rotationen gibt es seit April 2020 mit einer Pause zwischen Februar 2022 und März 2023. Aufgrund der Corona-Pandemie wurden im Frühjahr 2021 mehrmals Test für Österreich und Deutschland eingeflogen. Hierfür wurden Flugzeuge der Typen Airbus A330, Airbus A340, An-124 Ruslan und Antonow AN-225, Boeing 747 und Boeing 767 verwendet. Seit August 2021 gibt es die neue Fluggesellschaft DHL Air Austria mit Sitz in Guntramsdorf bei Wien, welche den Flughafen Linz als eines ihrer Frachtdrehkreuze nutzt.
Mit Amerer Air war von 1995 bis 2009 das einzige Flugfrachtunternehmen in Österreich am Flughafen Linz stationiert. Fertigstellung und Eröffnung des Frachtterminals 1 war im Juni 1994. Ein Jahr später wurde bereits an einer Erweiterung gearbeitet. 1996 eröffnete schließlich die neue Frachthalle in Terminal II. 2000 folgte die Inbetriebnahme des 3. Frachtterminals. Im Oktober 2013 wurde der neue Frachtterminal 5 in Betrieb genommen. 2015 wurde die ARGE „Flieg ab Linz“ von der Wirtschaftskammer OÖ und dem Linzer Flughafen gegründet, die es sich zum Ziel gesetzt hat, das Flugangebot ab Linz weiter auszubauen. Die Initiative zählt inzwischen 21 Unternehmen und Organisationen zu ihren Mitgliedern. Im Sommer 2019 erweiterten sich die Flugziele von Istanbul bis über Tunesien und Ägypten. Usedom und Rostock wurden hingegen eingestellt. Außerdem startete die Bulgarian Air Charter ihre Flüge vom Linzer Flughafen mit Flugzielen nach Griechenland. Es wurden die griechischen Inseln Kreta, Kefalonia, Rhodos und Kos angeflogen.
2019 entschloss sich der Flughafen im Sinne einer Modernisierungsoffensive den Namen „blue danube airport“ hin zu „Linz Airport“ zu ändern und ein neues Logo einzuführen. Im Frühjahr 2021 konnte ein Großteil der Modernisierung im Passagier-Terminal des Flughafens abgeschlossen werden. Mit einem neuen Restaurant und einem Duty-Free-Shop, betrieben durch die Firma DoN-Hauser, wurde ein modernerer Abflugbereich geschaffen.
Im Zuge des viergleisigen Westbahn-Ausbaus der ÖBB ist ein Bahnhof in der direkten Nähe des Flughafens mit direktem Anschluss an den Flughafen geplant. Mit einer Fertigstellung ist frühestens im Jahr 2030 zu rechnen. Im Jahr 2026 sollen vier neue Embraer C-390-Transportmaschinen des Bundesheeres am Flughafen stationiert werden und die bisherigen Hercules-Maschinen ersetzen.
Im Dezember 2024 wurde die geplante Stationierung von zwölf neuen Leonardo M-346FA Maschinen als Trainingsjets im Fliegerhorst Vogler in Linz-Hörsching vom österreichischen Verteidigungsministerium bekannt gegeben.
Im Februar 2025 sind drei österreichische Eurofighter-Abfangjäger aufgrund von Personalengpässen im steirischen Fliegerhorst Hinterstoisser zeitweise am Airport Linz-Hörsching stationiert worden.

## Organisation
Die Flughafen Linz GmbH gehört zu 50 % dem Land Oberösterreich (seitens der OÖ Verkehrsholding GmbH), und zu 50 % der Stadt Linz.
Sie führt „sämtliche Verwaltungs- und für den Flugverkehr notwendigen Abwicklungstätigkeiten durch“.
Gerhard Kunesch war seit 1998 Geschäftsführer. Im Mai 2018 trat Norbert Draskovits seine Nachfolge als neuer Geschäftsführer der Flughafen Linz GesmbH an. Draskovits war unter anderem zehn Jahre lang bei der Austrian Airlines in mehreren Leitungsfunktionen für die Bereiche Netzplanung und Vertrieb tätig. Darüber hinaus ist er der frühere Manager des Österreichischen Verkehrsbüros und war zuletzt Vorstandsmitglied bei der Niki Luftfahrt.

## Fluggesellschaften und Flugziele
Mehrere Fluggesellschaften bieten am Flughafen Linz reguläre Linienflüge und Charterflüge an: In Deutschland werden als Passagier-Linienflüge Düsseldorf und Frankfurt sowie für die Fracht Leipzig angeflogen. Aufgrund einer Rückrufaktion des US-Flugzeugmotorenherstellers Pratt & Whitney war die Verbindung Linz-Frankfurt ab 31. März 2024 vorläufig nicht mehr verfügbar. Die meisten Flugziele liegen im Mittelmeerraum, einige in Nordafrika.
Seit 1966 bestehen tägliche Flugverbindungen nach Frankfurt, daneben beinhaltet der aktuelle Flugplan Verbindungen nach Düsseldorf. Beide Umläufe wurden pandemiebedingt im März 2020 eingestellt und erst im Juni 2021 langsam wieder aufgenommen. Aktuell wird die Frankfurt-Verbindung im Auftrag und Codeshare von Lufthansa bis zu 18 mal wöchentlich von Air Dolomiti mit einer Embraer 195LR bedient (Stand Mitte Mai 2023). Seit September 2021 wurde ebenfalls Düsseldorf nach 1,5 Jahren Pause wieder durch Eurowings angeflogen, diese Verbindung wurde allerdings im Jänner 2023 aufgrund mangelnder Auslastung wieder eingestellt. Am 16. Juni 2023 wurde die Fortführung der Düsseldorf-Flüge mit der italienischen SkyAlps bekannt gegeben. Diese Flüge finden ab 30. Oktober 2023 mit einer De Havilland DHC-8 statt. Daneben gibt es noch ein Charterprogramm mit Flügen in die Urlaubsregionen.
Oktober 2024 wurde die Linienverbindung nach Frankfurt mit einer Maschine vom Typ ATR 72-600 der Braathens Regional Airlines wieder aufgenommen.

## Flughafenanlage
Der Flughafen verfügt über eine 3000 Meter lange Start- und Landebahn mit zwei Instrumentenlandesystemen (eines davon für Anflüge bis CAT IIIb) sowie zusätzlich noch eine Hubschrauberpiste. Für Mittelstreckenflugzeuge stehen 16 Abstellpositionen zur Verfügung. Der Flughafen Linz ist eigentlich ein Militärflughafen. Es gibt jedoch ein ziviles Nutzungsrecht. Der zivile Teil liegt nördlich der Start- und Landebahn, südlich davon befindet sich Österreichs zweitgrößte Kaserne, der Fliegerhorst Vogler mit dem Kommando Luftunterstützung mit Teilen der Flieger und dem Militärkommando OÖ.
Am 1. November 2010 wurde die Kennung der Start- und Landebahn von 09/27 auf 08/26 geändert sowie die der Hubschrauberpiste von 08/26 auf 07/25. Diese Änderung ergab sich dadurch, dass sich die Abweichung zwischen geographischer und magnetischer Nordrichtung permanent ändert. Da die eingerechnete Variation der Kompassrose einen solchen missweisenden Wert ergibt, der näher an der 08/26 liegt als an der bestehenden Kennung 09/27, wurde von der österreichischen Flugsicherung Austro Control die Nachführung der neuen Pistenbezeichnung in die Wege geleitet.
Der Tower des Flughafens hat eine Höhe von 28 m.

### Barrierefreiheit
Der Flughafen verfügt über gekennzeichnete Parkplätze für Passagiere mit eingeschränkter Mobilität. Diese Stellplätze haben eine Ermäßigung von 20 % des entsprechenden Tarifs. Zudem befinden sich in der Nähe der Parkplätze Rufsäulen mit denen Kontakt zur Flugplatzbetriebsleitung aufgenommen und gegebenenfalls ein kostenloser Rollstuhl angefordert werden kann.
Der Flughafen selbst verfügt über Aufzüge und Rampen, welche den Ebenenwechsel erleichtern. Wichtige Plätze, wie u. a. Toiletten und Waschräume sowie das Flughafenrestaurant befinden sich entweder ebenerdig oder sind mit einem Aufzug erreichbar. Auf Anfrage können Personen mit eingeschränkter Mobilität durch Tragestühle oder Hubwagen vom Gate zu ihren Flügen begleitet werden. Außerdem steht eine Gesundheitspsychologin zur Verfügung, die sich Flugängsten der Reisenden widmet.

### Gastronomie
Die DoN-Gruppe betreibt in der Abflughalle ein Café, „Frederick & Sons“, samt Duty-Free-Shop sowie im Transitbereich ein Café und eine VIP-Lounge.

### Dachterrasse
Die Flugzeuge können im Sommer täglich von 06–23 Uhr von der Dachterrasse aus beobachtet werden. Der Zugang ist für Gäste kostenlos. Auf der Terrasse befindet sich außerdem ein Kinderspielplatz.

### Spotterlöcher
Die Spotterlöcher bieten Flugzeugbegeisterten die Möglichkeit, ohne störende Hindernisse und ganz ohne Zaungitter vor der Linse, Bilder aus unterschiedlichen Perspektiven der Flugzeuge zu machen. Rund um den Flughafen wurden insgesamt 20 spezielle Spotterlöcher installiert.

### VIP-Lounge
Die VIP-Lounge steht zutrittsberechtigten Passagieren (Business Class-Tickets, Senator oder HON) der Star Alliance zur Verfügung. Der Eintritt erfolgt mittels eines Jetons, welcher beim Check in-Schalter zu erhalten ist.

### General Aviation Center (GAC)
Die General Aviation (deutsch: Allgemeine Luftfahrt) befindet sich in einem separaten Terminal und koordiniert unter anderem folgende Punkte:
- Pass- und Zollkontrollen
- Betankung
- Startstromgerät
- Reinigung
- VIP-Service
- Catering-Organisation
- Fax, E-Mail und Kopiermöglichkeit
- sämtliche Auskünfte über Privatflug- bzw. gewerbliche Flugmöglichkeiten
- Verkauf von Bord- und Flugbüchern
- Abrechnung der anfallenden Flughafen Gebühren
- Auskünfte über Flughafen-Tarife

## Verkehrsanbindung
Der Linz Airport ist zentral in Oberösterreich gelegen und aus allen Richtungen gut erreichbar. Er ist 14 km von Linz, 20 km von Wels, 40 km von Steyr und 60 km von Gmunden entfernt.

### Anfahrt mit dem Auto
Der Flughafen verfügt über 1.050 Kurzzeit- und Linienparkplätze, von denen 260 überdacht sind. Zudem gibt es zwei Großparkplätze mit 2.300 Abstellplätzen, welche sich seitlich der Terminals befinden. Von diesen können die Fluggäste einen Shuttle-Dienst benutzen, welcher sie bis zur Abflughalle bringt. Auf dem Terminal-Parkplatz 2 und unter dem Parkdeck befinden sich E-Tankstellen, an welchen unter anderem Elektroautos aufgeladen werden können.

### Anfahrt mit dem Zug
Im Stundentakt fahren Züge vom Linzer Hauptbahnhof zum Bahnhof Hörsching. Von dort steht den Reisenden mit gültigem Flugticket ein kostenloser Shuttlebus zur Verfügung, der die Gäste direkt zum Flughafen bringt. Die Fahrzeit beträgt insgesamt 14 Minuten (11 Minuten Zug, 3 Minuten Bus). Im Zuge des viergleisigen Ausbaus der Westbahn wird der Bahnhof Hörsching direkt vor die Flughafenhalle verlegt werden. Die Notwendigkeit des Shuttlebusses wird damit entfallen und der Flughafen direkt über die Linie  erreichbar sein. Die Inbetriebnahme des neuen Bahnhofs ist für das Jahr 2031 angesetzt.

### Anfahrt mit dem Bus
Von der Linzer Innenstadt können Passagiere mit dem Flughafenbus Nr. 601 zum Flughafen gelangen. Die Fahrt dauert 19 Minuten und der Bus fährt täglich in teilweise halbstündlichen Intervallen.

## Zwischenfälle

### Zivile Nutzung
- Am 8. Jänner 1968 machten die Piloten einer Douglas DC-3/C-47B-35-DK der Jugoslovenski Aerotransport (JAT) (YU-ABK) auf einem Frachtflug von München nach Zagreb aufgrund eines Triebwerksausfalls und -brandes im Flug nahe St. Florian (Linz-Land) (Österreich) eine Notlandung auf einem schneebedeckten Feld. Für eine gelungene Notlandung auf dem Flughafen Linz hatten gut 10 Kilometer gefehlt. Die Maschine wurde irreparabel beschädigt, aber alle vier Besatzungsmitglieder überlebten unverletzt.[59][60]

### Militärische Nutzung
- Am 9. Jänner 1973 stürzte eine Saab 105OE neben der Landebahn des Fliegerhorsts Vogler ab und ging in Flammen auf. Dabei kamen beide Piloten, Oberleutnant Hans-Georg Hartl und Hauptmann Leopold Hoffmann, ums Leben.[61]

- Am 14. Mai 1977 stürzte eine Saab 105OE beim Landeanflug ab. Der Pilot, Hauptmann Johann Gölzner, kam ums Leben.[62]

## Bedeutung

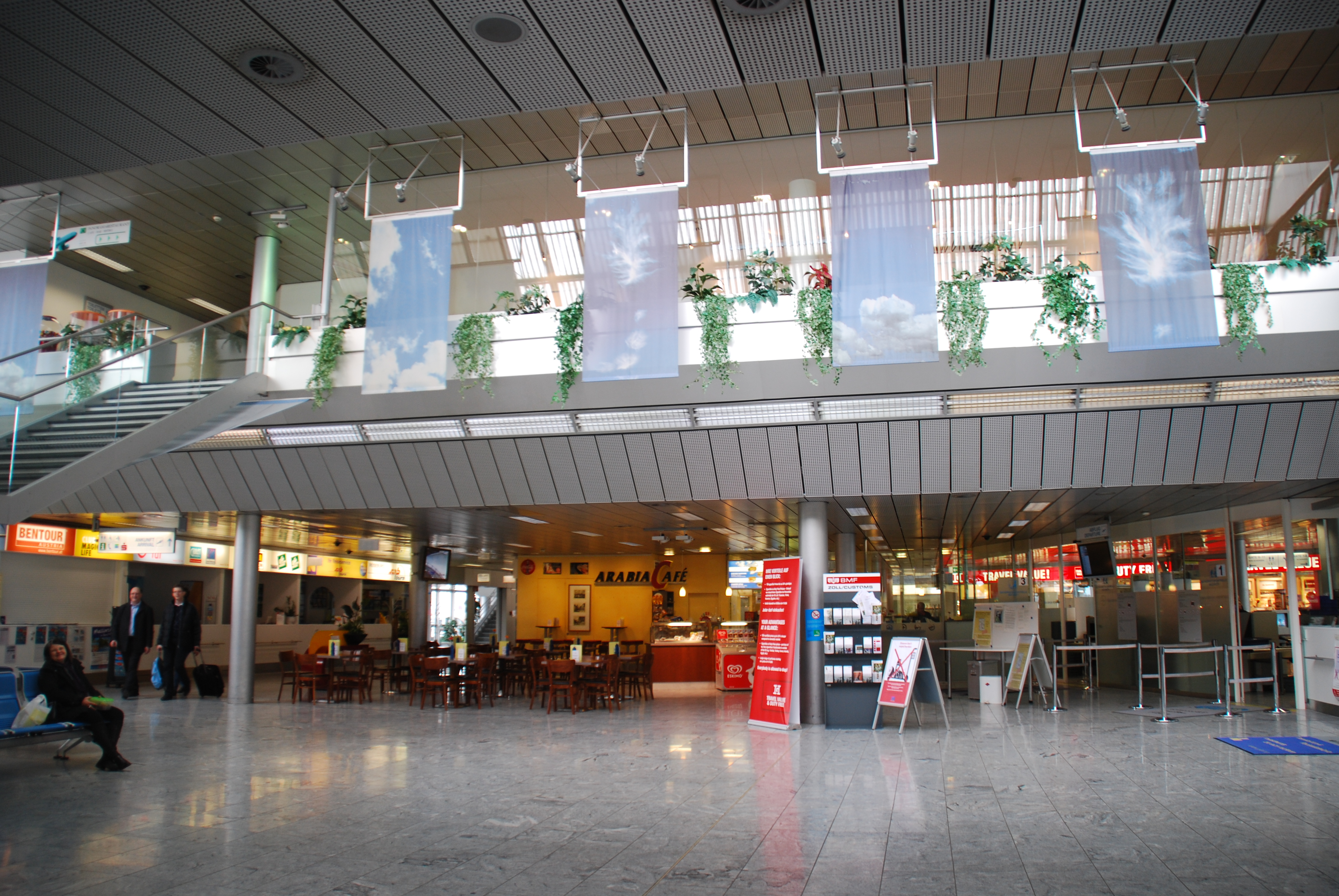
Flughafenhalle

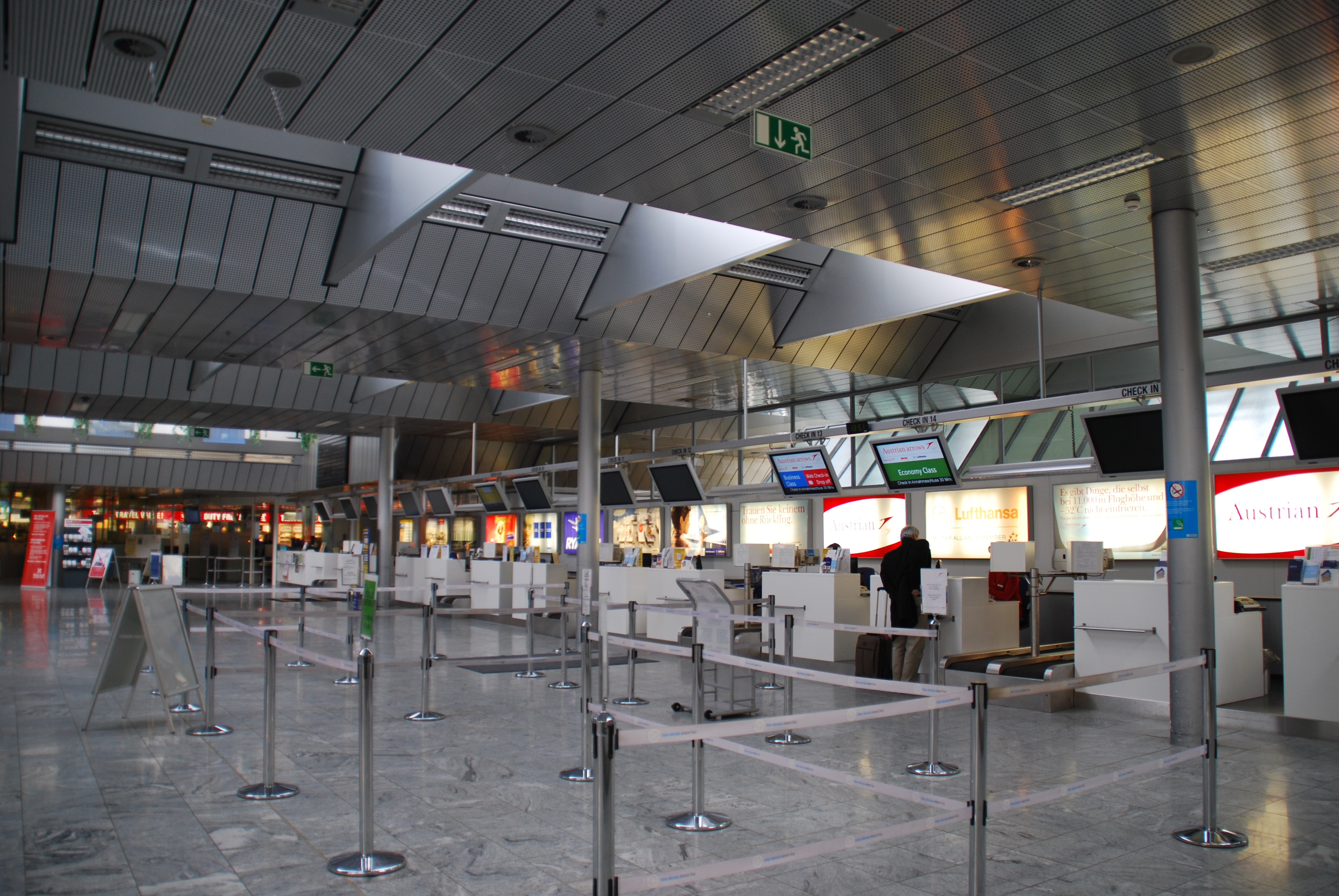
Check-In-Bereich

### Wirtschaftsfaktor
Der Flughafen Linz ist mit über 100 Unternehmen der größte Wirtschaftspark in Oberösterreich. Die Flughafen GmbH beschäftigt 160 Mitarbeiter.
Aufgrund von geopolitischen Krisen und Terroranschlägen in Urlaubszielen war europaweit die Nachfrage für Flug-Pauschalreisen 2017 stark zurückgegangen. Der Linzer Flughafen vermerkte damals einen Rückgang bei den Flugzielen Ägypten und Türkei.

### Verkehrszahlen
Der Linzer Flughafen liegt nach Passagieraufkommen unter den sechs Verkehrsflughäfen in Österreich auf Platz fünf. Zahlen laut Jahresbericht des Flughafens bzw. österreichischer Verkehrsstatistik.:
| Jahr | Passagiere | Flugbewegungen | Luftfracht       | Fracht gesamt (inklusive Luftfrachtersatzverkehr) |
| ---- | ---------- | -------------- | ---------------- | ------------------------------------------------- |
| 2005 | 726.529    | 13.955         | 0.384            | 31.829                                            |
| 2006 | 762.094    | 12.705         | 0.404            | 33.862                                            |
| 2007 | 773.114    | 14.282         | 1.505            | 34.661                                            |
| 2008 | 803.163    | 15.674         | 5.181            | 36.540                                            |
| 2009 | 682.945    | 13.881         | 5.709            | 33.325                                            |
| 2010 | 692.039    | 13.688         | 6.558 ohne Post  | 44.809                                            |
| 2011 | 679.220    | 10.669         | 8.341 ohne Post  | 47.341                                            |
| 2012 | 623.385    | 10.894         | 8.283 ohne Post  | 42.974                                            |
| 2013 | 549.961    | 10.227         | 9.531 ohne Post  | 42.987                                            |
| 2014 | 561.295    | 10.433         | 10.994 ohne Post | 44.414                                            |
| 2015 | 529.785    | 8.365          | 10.329 ohne Post | 45.985                                            |
| 2016 | 435.468    | 7.390          | 9.644 ohne Post  | 44.879                                            |
| 2017 | 402.007    | 6.890          | 10.255 ohne Post | 53.976                                            |
| 2018 | 465.798    | 6.932          | 8.298 ohne Post  | 52.414                                            |
| 2019 | 436.018    | 6.493          | 8.122 ohne Post  | 46.797                                            |
| 2020 | 51.306     | 2.022          | 11.147 ohne Post | 42.286                                            |
| 2021 | 68.509     | 2.240          | 17.061 ohne Post | 62.597                                            |
| 2022 | 207.766    | 3.884          | 12.648 ohne Post | 55.429                                            |
| 2023 | 232.950    | 3.752          | 12.170 ohne Post | 44.342                                            |
| 2024 | 180.694    | 3.393          | 15.265 ohne Post | 49.000                                            |

Im ersten Halbjahr 2025 konnten 110.678 Passagiere, ein Anstieg von 61,5 % gegenüber dem Vorjahrszeitraum, verzeichnet werden. Für das Gesamtjahr 2025 erwartet der Flughafen ein Ergebnis von über 250.000 Passagieren.

### Frachtflughafen
Der Luftfracht-Bereich des Linz Airport agiert unter der Marke Air Cargo Center. 2017 konnte das Aufkommen deutlich gesteigert werden und belief sich in Summe auf 53.796 Tonnen Fracht. Damit konnte der Flughafen Linz den Frachtbereich im Vergleich zum Vorjahr um mehr als 20 % ausbauen; von 2017 bis 2019 ist das gesamte Frachtaufkommen jedoch wieder um 13 % gesunken, das Luftfrachtaufkommen um 21 %. Unter anderem werden die Märkte im Nahen und Fernen Osten im arabischen Raum sowie in Indien bedient.
Neben den zweimal täglichen durchgeführten Flügen von DHL Aviation (Ljubljana – Linz – Leipzig und retour) werden auch Sonderfrachten abgewickelt. Im Juni 2014 transportierte DHL Global Forwarding mithilfe eines Frachtflugzeugs vom Typ Boeing 747-400F mit Bugladeklappe 9,5 Tonnen schwere und über 12 Meter lange Stahlplatten von Linz nach Mumbai. Der Flughafen ist 24 Stunden für Frachtflugzeuge geöffnet.
DHL Express begann nach der Genehmigung im August 2017 mit der Errichtung eines neuen Logistikzentrum auf dem Flughafen, das am 13. Juni 2019 eröffnet wurde. DHL verfügt am Standort über 10.000 Quadrameter Fläche.
Im Zuge des kontinuierlichen Ausbaus der Kapazitäten und der Inbetriebnahme des Frachtterminals 5 am 17. Oktober 2013, wurden ein 70 mal 35 Meter großes Gebäude, eine 2900 m² große Frachthalle, 12 Verladerampen sowie zwei Sägezahnrampen errichtet. Oberösterreich ist die viertstärkste Exportregion innerhalb der EU und bietet für den Flughafen Linz, als europäisches Luftfracht-Drehkreuz, eine günstige geografische Lage. Der Flughafen Linz verfügt über die Ausrüstung für die Abfertigung von Großraumflugzeugen.

### Verkehrsinfrastruktur
Der Flughafen Linz weist eine Verkehrsinfrastruktur auf, welche Luftfahrt, Straße, Bahn und Schifffahrt verbindet.

## Umwelt

### URIS
Der Flughafen wird vom URIS (Umfeld Rückkoppelungs- und Informations-System)-Beirat in seinen Umweltanliegen unterstützt.
Der 1999 gegründete Beirat fungiert als neutrale Anlaufstelle für sämtliche Anrainergemeinden. Im Uris-Beirat sind folgende Interessensgruppen vertreten:
- Anrainergemeinden Ansfelden, Hörsching, Kirchberg-Thening, Linz, Leonding, Marchtrenk, Oftering, Pasching, Traun
- Bezirkshauptmannschaft Linz-Land
- Bundesministerium für Landesverteidigung
- Wirtschaftskammer OÖ, Bezirksstelle Linz-Land
- Arbeiterkammer OÖ
- Industriellenvereinigung OÖ
- Flughafen Linz

### Lärmmessungen
Ende 2003 wurden drei neue Lärmmessstationen im Bereich des Flughafens Linz eingerichtet, welche rund um die Uhr den aktuellen Schallpegel messen und aufzeichnen. Sowohl die zwei stationären Stationen (Oftering und Traun) als auch der mobile Messanhänger wurden vom Flughafen angekauft und ergänzen die bereits vorhandenen Flugwegaufzeichnungen. Die stationären Stationen liegen 2.500 m (Feuerwehr Oftering) bzw. 3.000 m (Stadtfriedhof Linz) vom nächstgelegenen Pistenfang entfernt. Die Ergebnisse werden von der Umweltschutzabteilung des Landes Oberösterreich ausgewertet und in regelmäßigen Berichten dokumentiert.
Der aktuelle Höchstwert liegt bei 87,2 dB (Zivil) bzw. 93,7 dB (Militär) in Oftering, 89,2 dB (Zivil) bzw. 94,0 dB (Militär) in Traun sowie 81,8 dB (Zivil) und 87,0 dB (Militär) bei der mobilen Messstation (Stand 2014).

## Sicherheit
Der Flughafen verfügt über eine eigene Flughafenfeuerwehr, deren Aufgabenbereich in internationalen und nationalen Richtlinien festgelegt ist. Die Feuerwehr verfügt über 6 Kraftfahrzeuge mit insgesamt 37.000 Liter Wasser sowie 4.500 kg Schaummittel bzw. Pulver. Genau sind das zwei Löschfahrzeuge mit jeweils 12.500 Liter Wasser, 1.500 Liter Schaum sowie 250 kg Pulver; ein Tanklöschfahrzeug mit einer Kapazität von 8.000 Liter; ein Schnellangriffsfahrzeug mit 4.000 Liter und 500 kg Pulver sowie ein Rüstfahrzeug und ein Kommandofahrzeug. Im Dezember 2017 erhielt der Flughafen das Zertifikat der EASA (European Aviation Safety Agency). Das Zertifikat bestätigt die Qualität und Einhaltung der notwendigen Mindestsicherheitsstandards im Flughafenbetrieb. Die Datenbank des Aviation Safety Network sammelt alle folgenschwere Flugunfälle weltweit. Es wurden bis zum letzten Update im Jahr 2014 keine Unfälle auf dem Flughafengebiet registriert.

## Linz Airport Night Run
Seit 2015 findet auf der Piste des Flughafens jährlich ein Nachtlauf statt, zunächst unter dem Namen „Runway Night Run“, ab 2017 als „Airport Night Run“ und seit 2018 als „DHL airport NIGHT RUN“. Ungewöhnlich ist neben der Strecke der Beginn um Punkt Mitternacht und die Erleuchtung der Strecke durch 1700 Lichter. Die 5 km lange Strecke führt entlang des Vorfeldes über den Taxiway „Foxtrot“ zur Piste, auf der sie zunächst zum Wendepunkt am östlichen Ende „08“ und dann in Richtung Westen verläuft, bis es am Rollweg „Golf“ schließlich zurück ins Ziel geht. Es können sowohl Einzelstarter als auch Teams von drei Personen teilnehmen und es gibt eine eigene „Blaulichtwertung“ für Mitglieder von Einsatzorganisationen. 2019 nahmen etwa 2500 Läufer teil. Der Night Run 2020 fand in der Nacht vom 9. auf den 10. Oktober statt. Der Airport Night Run 2021 fand am 6. August 2021 statt und hatte 1300 Teilnehmer.

## Wissenswertes
Der Linz Airport bietet Flughafenführungen für Gruppen von 15 bis max. 40 Personen an. In einer 1 ½-stündigen Tour wird ein allgemeiner und geschichtlicher Überblick über den Flughafen gewährt. Zudem werden unter anderem ein Blick auf das Vorfeld gewährt, der Check-in-Bereich und die Sicherheitskontrolle, sowie die Flughafenfeuerwehr, der Hangar sowie die Werkstätten besucht. Auf dem Gelände des Airport Linz existiert, in Kooperation mit lokalen Flugvereinen, auch die Option von privaten, begleiteten Testflügen.

## Nachweise
1. ↑  Zugfahrplan. Linz-Airport.com, abgerufen am 18. Juli 2023.
2. ↑  Historisches zum Linz Airport linz-airport.com, 2022, abgerufen am 27. September 2022.
3. ↑  35,5 Mio. Fluggäste im Jahr 2024. Abgerufen am 7. April 2025.
4. ↑  35,5 Mio. Fluggäste im Jahr 2024. Abgerufen am 7. April 2025.
5. ↑  35,5 Mio. Fluggäste im Jahr 2024. Abgerufen am 7. April 2025.
6. ↑  Jahresbericht 2016, S. 2, Flughafen Linz Ges.m.b.H.
7. ↑  Flughafen Linz erhält neuen Namen in den OÖ-Nachrichten vom 11. September 2019, abgerufen am 11. September 2019.
8. ↑  Henry L. deZeng IV: Luftwaffe Airfields 1935–1945 Austria (1937 Borders), S. 13–14, abgerufen am 4. September 2014
9. ↑  Flughafen Linz feiert sein 50-jähriges Bestehen. Abgerufen am 15. Juni 2024.
10. ↑  Flughafen Linz mit fast 12 Prozent Passagierrückgang in 2013 9. Februar 2014
11. ↑  GESCHICHTE AIRPORT LINZ. Abgerufen am 18. Juli 2023.
12. ↑  Aus Amira Air wird LaudaMotion. Abgerufen am 18. Juli 2023.
13. ↑  Erstflug von Etihad Regional nach Zürich. Archiviert vom Original (nicht mehr online verfügbar) am 15. Juni 2018; abgerufen am 18. Juli 2023.  Info: Der Archivlink wurde automatisch eingesetzt und noch nicht geprüft. Bitte prüfe Original- und Archivlink gemäß Anleitung und entferne dann diesen Hinweis.
14. ↑  Darwin streicht Linz-Flüge. In: Austrianwings. Abgerufen am 13. April 2015.
15. ↑  Auch Oberösterreich profitiert vom neuen Wiener Hauptbahnhof. Abgerufen am 18. Juli 2023.
16. ↑  OÖNachrichten: Flughafen Linz: 2020 reisten nur 51.000 Passagiere. In: nachrichten.at. 19. Januar 2021, abgerufen am 2. März 2024.
17. ↑  DHL macht Österreich zum Brexit-Gewinner. In: aeroTELEGRAPH. 8. November 2021, abgerufen am 3. März 2022 (Schweizer Hochdeutsch).
18. ↑  Flughafen Linz ist der größte regionale Frachtflughafen in Österreich. Abgerufen am 18. Juli 2023.
19. ↑  Geschichte. Abgerufen am 18. Juli 2023.
20. ↑  Neue Initiative „Flieg ab Linz“. Abgerufen am 28. Mai 2018.
21. ↑  Aus für Usedom und Rostock, dafür öfter in Türkei. Abgerufen am 28. November 2018.
22. ↑  Bulgarian Air Charter startet in Linz. Abgerufen am 28. November 2018.
23. ↑  Flughafen Linz meldet „erweitertes Sommerflugprogramm“. Abgerufen am 18. Juli 2023.
24. ↑  Flughafen Linz umbenannt. Abgerufen am 15. November 2019.
25. ↑  blue danube airport wird zum Linz Airport. Abgerufen am 11. November 2019.
26. ↑  Flughafen Linz umbenannt. Abgerufen am 12. November 2019.
27. ↑  Vier Flieger für Linz. Abgerufen am 2. Januar 2024.
28. ↑  Entscheidung gefallen: Bundesheer kauft zwölf Leonardo M-346 Jets. Abgerufen am 7. Januar 2025.
29. ↑  Heer lässt Kampfjets jetzt von Linz aus starten. Abgerufen am 7. April 2025.
30. ↑  Firma Flughafen Linz GesmbH. Firmenbuchdaten Creditreform/firmenabc.at
31. ↑  Firmenbuch wörtlich
32. ↑  Gerhard Kunesch: Der Direktor kämpft gegen Windmühlen. Abgerufen am 10. Oktober 2016.
33. ↑  Norbert Draskovits wird neuer Direktor am Flughafen Linz. Abgerufen am 7. August 2018.
34. ↑  Flughafen Linz: Norbert Draskovits folgt Gerhard Kunesch als Direktor nach. Abgerufen am 7. August 2018.
35. ↑  Flugplan. In: Linz-airport.com. Abgerufen am 18. Juli 2023.
36. ↑  Lufthansa fliegt ab Ende März nicht mehr Linz-Frankfurt. Abgerufen am 15. April 2024.
37. ↑  Jan Gruber: Eurowings stellt Linz-Düsseldorf ein. In: AVIATION DIRECT. 30. Januar 2023, abgerufen am 12. Mai 2023.
38. ↑  Jan Gruber: Linz: SkyAlps nimmt Düsseldorf Flüge auf. In: Aviation.direct. 16. Juni 2023, abgerufen am 16. Juni 2023.
39. ↑  Flughafen in Hörsching: Erstflug von Linz nach Frankfurt gestartet. Abgerufen am 7. Januar 2025.
40. ↑  Unternehmen Flughafen Linz | Über den Linz Airport. Abgerufen am 22. April 2024.
41. ↑  Barrierefreie Anreise. Archiviert vom Original am 5. April 2018; abgerufen am 18. Juli 2023.  Info: Der Archivlink wurde automatisch eingesetzt und noch nicht geprüft. Bitte prüfe Original- und Archivlink gemäß Anleitung und entferne dann diesen Hinweis.
42. ↑  Service von A bis Z. Abgerufen am 18. Juli 2023.
43. ↑  Wie Catering-Riese den Flughafen-Keller erobert. Abgerufen am 7. April 2025.
44. ↑  DON IST NEUER GASTRONOMIEPARTNER AM FLUGHAFEN. Abgerufen am 14. November 2019.
45. ↑  GASTRONOMIE. Abgerufen am 18. Juli 2023.
46. ↑  DoN am Airport Linz. Abgerufen am 14. November 2019.
47. ↑  Flughafen entdecken. Abgerufen am 18. Juli 2023.
48. ↑  Flughafen entdecken. Abgerufen am 18. Juli 2023.
49. ↑  flughafen linz installiert fotoloecher im zaun. Abgerufen am 31. Juli 2019.
50. ↑  Services von A bis Z. Abgerufen am 18. Juli 2023.
51. ↑  General Aviation. Abgerufen am 18. Juli 2023.
52. ↑  Anreise- & Abreise. Abgerufen am 18. Juli 2023.
53. ↑  Linz Blue Danube Flughafen Guide. Abgerufen am 12. August 2015.
54. ↑  Anreise & Parken. Abgerufen am 22. August 2023.
55. ↑  Service von A-Z. Abgerufen am 22. August 2023.
56. ↑  Ausbau Linz-Marchtrenk. Abgerufen am 24. März 2023.
57. ↑  Airport Linz bekommt einen modernen Bahnhof. Abgerufen am 2. Januar 2024.
58. ↑  Anreise & Parken. Abgerufen am 22. August 2023.
59. ↑  Flugunfalldaten und -bericht der DC-3 YU-ABK  im Aviation Safety Network (englisch), abgerufen am 4. März 2019.
60. ↑  „Crash of a Douglas C-47B-35-DK in Linz“, Bureau of Accident Archives (englisch), abgerufen am 4. März 2019.
61. ↑  Alle Abstürze der österr. Fliegertruppe mit Todesfolgen. Franz Mydza, abgerufen am 29. November 2015.
62. ↑  Historie der Saab 105 Ö. www.airpower.at, abgerufen am 29. November 2015.
63. ↑  Flughafen Linz: Mit Partnern in die Zukunft. In: Neues Volksblatt. 2014, Seite 16
64. ↑  Statistik Austria
65. ↑  Flughafen Linz zieht Bilanz. Abgerufen am 22. August 2023.
66. ↑  Verkehrszahlen 2018. (PDF) 17. Januar 2019, archiviert vom Original; abgerufen am 17. November 2020.
67. ↑  Verkehrszahlen 2021. (PDF) 17. Januar 2022, abgerufen am 23. Oktober 2022.
68. ↑  Pressemitteilung: 13 011-039/23. (PDF; 125 KB) In: www.statistik.at. STATISTIK AUSTRIA Bundesanstalt Statistik Österreich, 24. Februar 2023, abgerufen am 24. März 2023.
69. ↑  Verkehrsergebnis 2022. Abgerufen am 18. Oktober 2023.
70. ↑  Verkehrszahlen 2023. Abgerufen am 15. April 2024.
71. ↑  35,5 Mio. Fluggäste im Jahr 2024. Abgerufen am 7. April 2025.
72. ↑  Rückblick auf das Jahr 2024. Abgerufen am 7. April 2025.
73. ↑  Österreichische Luftfahrt verzeichnet leichtes Passagierplus. Abgerufen am 19. August 2025.
74. ↑  Wie Flugreisende auf gestiegene Kosten reagieren. Abgerufen am 19. August 2025.
75. ↑  Verkehrszahlen. Archiviert vom Original (nicht mehr online verfügbar) am 11. August 2016; abgerufen am 22. August 2023.  Info: Der Archivlink wurde automatisch eingesetzt und noch nicht geprüft. Bitte prüfe Original- und Archivlink gemäß Anleitung und entferne dann diesen Hinweis.
76. ↑  DHL-Großtransport lief über den Flughafen Linz. Abgerufen am 22. August 2023.
77. ↑  Pressemitteilung. Archiviert vom Original am 2. Oktober 2018; abgerufen am 22. August 2023.  Info: Der Archivlink wurde automatisch eingesetzt und noch nicht geprüft. Bitte prüfe Original- und Archivlink gemäß Anleitung und entferne dann diesen Hinweis.
78. ↑  Oberösterreichische Nachrichten: DHL eröffnet größtes heimisches Logistikzentrum. Artikel vom 14. Juni 2019, abgerufen am 14. Juni 2019.
79. ↑  Draskovits: Es fliegen die unterschiedlichsten Dinge. Abgerufen am 19. August 2025.
80. ↑  Fracht. Abgerufen am 22. August 2023.
81. ↑  Neues Frachtterminal am Flughafen Linz eröffnet. Abgerufen am 11. August 2016.
82. ↑  Neues Frachtterminal am Flughafen Linz eröffnet. Abgerufen am 19. November 2014.
83. ↑  Der Flughafen Linz zieht Bilanz. Abgerufen am 2. November 2014.
84. ↑  Anrainerinformation. Abgerufen am 22. August 2023.
85. ↑  Lärmbericht Flughafen Linz Noise Report. (PDF) Archiviert vom Original am 25. März 2016; abgerufen am 22. August 2023.  Info: Der Archivlink wurde automatisch eingesetzt und noch nicht geprüft. Bitte prüfe Original- und Archivlink gemäß Anleitung und entferne dann diesen Hinweis.
86. ↑  Schallmessungen Flughafen Linz. Abgerufen am 9. August 2015.
87. ↑  Schallmessungen Flughafen Linz. Abgerufen am 22. August 2023.
88. ↑  Flughafensicherheit. Abgerufen am 22. August 2023.
89. ↑  Flughafendaten Flughafen Linz  im Aviation Safety Network (englisch), abgerufen am 27. Mai 2019.
90. ↑  RUNWAY NIGHT RUN – News. Archiviert vom Original am 19. März 2015; abgerufen am 22. August 2023.  Info: Der Archivlink wurde automatisch eingesetzt und noch nicht geprüft. Bitte prüfe Original- und Archivlink gemäß Anleitung und entferne dann diesen Hinweis.
91. ↑  News – airport NIGHT RUN Linz – 31. August 2018. Abgerufen am 8. September 2018.
92. ↑  DHL airport NIGHT RUN. Abgerufen am 23. September 2019.
93. ↑  DHL Linz Airport NIGHT RUN. Abgerufen am 22. August 2023.
94. ↑  DHL airport NIGHT RUN 2019 presented by Weekend Magazin: Aller guten Dinge sind drei! Archiviert vom Original (nicht mehr online verfügbar) am 7. November 2020; abgerufen am 23. September 2018.  Info: Der Archivlink wurde automatisch eingesetzt und noch nicht geprüft. Bitte prüfe Original- und Archivlink gemäß Anleitung und entferne dann diesen Hinweis.
95. ↑  DHL Linz Airport NIGHT RUN. Abgerufen am 16. Mai 2023.
96. ↑  Flughafen entdecken. Abgerufen am 22. August 2023.
97. ↑  Schnupperflüge. Abgerufen am 7. April 2025.

Graz |
Innsbruck |
Klagenfurt |
Linz |
Salzburg |
Wien-Schwechat
Katastralgemeinde:
Neubau
Ortschaften:
Aistental |
Breitbrunn |
Frindorf |
Gerersdorf |
Haid |
Holzleiten |
Hörsching |
Lindenlach |
Neubau |
Öhndorf |
Rudelsdorf |
Rutzing
Marktort:
Hörsching |
Dörfer:
Aistental •
Breitbrunn •
Frindorf •
Gerersdorf •
Haid •
Holzleiten •
Neubau •
Öhndorf •
Rudelsdorf •
Rutzing |
Rotte:
Lindenlach |
Häusergruppe:
Flughafen Linz |
Sonstige Ortslagen:
Hörsching-Fliegerhorst
Zählsprengel:
Hörsching-Dorf |
Hörsching-Fliegerhorst |
Hörsching-Umgebung-Nord |
Hörsching-Neubau |
Hörsching-Umgebung-Süd |
Fliegerhorstsiedlung